# Просяное (Харьковская область)
Просяное (укр. Просяне) — село,
Просянский сельский совет,
Нововодолажский район,
Харьковская область, Украина.
Код КОАТУУ — 6324284001. Население по переписи 2001 года составляет 1353 (643/710 м/ж) человека.
Является административным центром Просянского сельского совета, в который, кроме того, входят сёла
Дереговка,
Новопросянское и
Лихово.

## География
Село Просяное находится между реками Иваны и Ольховатка.
Село примыкает к пгт Новая Водолага и селу Новопросянское.
Через село проходит автомобильная дорога М-18 (E 108).

## История
- При СССР в селе был создан и работал колхоз «Колос», в котором были зоотдел, кабинет специалистов, отдел капстроительства (ОКС), дом механизаторов, дом животноводов, номерные бригады, бригада в селе Комсомолец, птичник, кирпичный завод.[1]

## Экономика
- Птице-товарная и свино-товарная фермы.
- Птицефабрика «Просяное».
- Частное сельскохозяйственное предприятие «Колос».
- КСП «КОЛОС».
- Частное арендное сельскохозяйственное предприятие им. Чкалова.

## Социальная сфера
- Дом культуры.
- Просянский фельдшерско-акушерский пункт.

## Достопримечательности
- Братская могила советских воинов. Похоронено 72 воина.
- Иоанно-Предтеченский храм.

## Известные люди
- В селе родился Корженко, Павел Евсеевич — советский генерал-лейтенант.